# Чемпионат мира по шоссейным велогонкам 2020 — индивидуальная гонка (женщины)
Индивидуальная гонка с раздельным стартом у женщин  на чемпионате мира по шоссейному велоспорту 2020 года прошла 24 сентября в итальянской Имоле. Победу одержала нидерландская велогонщица Анна Ван дер Брегген.

## Участники
Страны-участницы определялись на основании рейтинга UCI World Ranking. Максимальное количество гонщиков в команде не могло превышать 2 человек при условии что один из них участвует в групповой гонке. Помимо этого вне квоты мог участвовать действующий чемпион мира. Поскольку континентальные чемпионаты не проводились, за исключением европейского, они не давали  дополнительных квот, в отличие от предыдущих лет. Изначально была заявлена 51 участница из 38 стран. 
Однако представительница Узбекистана Ольга Забелинская в результате тестирования на COVID-19 перед гонкой сдала положительный результат на вирус и ей было запрещено участвовать в гонке. Таким образом участие приняло 50 участниц из 37 стран. 
| Национальные сборные (38)- Аргентина - Австралия - Австрия - Барбадос - Беларусь - Бельгия - Канада - Чили - Куба - Чехия - Дания - Эфиопия - Франция - Германия - Великобритания - Исландия - Израиль - Италия - Япония - Латвия - Литва - Люксембург - Мексика - Марокко - Нидерланды - Новая Зеландия - Польша - Россия - Сербия - Словения - ЮАР - Испания - Швеция - Швейцария - Тринидад и Тобаго - Украина - США - Узбекистан |
| |

## Маршрут
Старт располагался на Автодроме Энцо и Дино Феррари. Далее на трассе, которая шла через Казальфьюманезе, начинался длинный тягун протяжённостью 15 км. В Борго-Тоссиньяно трасса поворачивала в обратную сторону и достигала своей наивысшей точки. Затем начинался спуск протяженностью 11 км через Кординьяно после которого располагалось несколько небольших подъёмов перед въездом на автодором. На самом автодроме предстояло преодолеть 3,5 км под спуск с серией поворотов. Общая протяжённость дистанции составила 31,7 км с перепадом высоты 200 м.

## Ход гонки
На промежуточной отсечке лучший результат показала действующая чемпионка американка Хлоя Дайгерт-Оуэн, опережая всех почти на 30 секунд. Однако не задолго до въезда на автодром при прохождении крутого поворота на большой скорости Дайгерт-Оуэн перелетела через барьер располагавшийся вдоль дороги, сразу после окончания защитных матов, и упала в обрыв. В результате падения она получила рваную рану левой ноги. Все остальные стартовавшие гонщицы закончили гонку.

## Результаты
| \| Генеральная классификация \| Генеральная классификация \| Генеральная классификация \| Генеральная классификация \| Генеральная классификация \| \| Гонщик \| Гонщик \| Команда \| Время \| \| \| ------------------------- \| ------------------------- \| ------------------------- \| ------------------------- \| ------------------------- \| \| 1-й \| Анна Ван дер Брегген \| Нидерланды \| 40' 20 \| \| \| 2-й \| Марлен Рёссер \| Швейцария \| + 15 \| \| \| 3-й \| Эллен Ван Дейк \| Нидерланды \| + 31 \| \| \| 4-й \| Лиза Бреннауэр \| Германия \| + 45 \| \| \| 5-й \| Грейс Браун \| Австралия \| + 1' 01 \| \| \| 6-й \| Эмбер Небен \| США \| + 1' 20 \| \| \| 7-й \| Эмма Норсгор-Йёргенсен \| Дания \| + 1' 22 \| \| \| 8-й \| Мике Крёгер \| Германия \| + 1' 31 \| \| \| 9-й \| Лорен Стивенс \| США \| + 1' 43 \| \| \| 10-й \| Vittoria Bussi \| Италия \| + 1' 46 \| \| \| 11-й \| Одри Кордон \| Франция \| + 1' 53 \| \| \| 12-й \| Джорджия Уильямс \| Новая Зеландия \| + 2' 16 \| \| \| 13-й \| Евгения Буяк \| Словения \| + 2' 20 \| \| \| 14-й \| Анна Плихта \| Польша \| + 2' 21 \| \| \| 15-й \| Элизабет Бэнкс \| Великобритания \| + 2' 23 \| \| \| 16-й \| Алёна Омелюсик \| Беларусь \| + 2' 28 \| \| \| 17-й \| Жюльетт Лабу \| Франция \| + 2' 30 \| \| \| 18-й \| Анна Кизенхофер \| Австрия \| + 2' 30 \| \| \| 19-й \| Элис Барнс \| Великобритания \| + 2' 33 \| \| \| 20-й \| Микайла Харви \| Новая Зеландия \| + 2' 33 \| \| |                        |                |         |
| |                        |                |         |
| Источник: ProCyclingStats |                        |                |         |
| Генеральная классификация |                        |                |         |
| Гонщик | Гонщик                 | Команда        | Время   |
| 1-й | Анна Ван дер Брегген   | Нидерланды     | 40' 20  |
| 2-й | Марлен Рёссер          | Швейцария      | + 15    |
| 3-й | Эллен Ван Дейк         | Нидерланды     | + 31    |
| 4-й | Лиза Бреннауэр         | Германия       | + 45    |
| 5-й | Грейс Браун            | Австралия      | + 1' 01 |
| 6-й | Эмбер Небен            | США            | + 1' 20 |
| 7-й | Эмма Норсгор-Йёргенсен | Дания          | + 1' 22 |
| 8-й | Мике Крёгер            | Германия       | + 1' 31 |
| 9-й | Лорен Стивенс          | США            | + 1' 43 |
| 10-й | Vittoria Bussi         | Италия         | + 1' 46 |
| 11-й | Одри Кордон            | Франция        | + 1' 53 |
| 12-й | Джорджия Уильямс       | Новая Зеландия | + 2' 16 |
| 13-й | Евгения Буяк           | Словения       | + 2' 20 |
| 14-й | Анна Плихта            | Польша         | + 2' 21 |
| 15-й | Элизабет Бэнкс         | Великобритания | + 2' 23 |
| 16-й | Алёна Омелюсик         | Беларусь       | + 2' 28 |
| 17-й | Жюльетт Лабу           | Франция        | + 2' 30 |
| 18-й | Анна Кизенхофер        | Австрия        | + 2' 30 |
| 19-й | Элис Барнс             | Великобритания | + 2' 33 |
| 20-й | Микайла Харви          | Новая Зеландия | + 2' 33 |